# Oui (film, 1996)
Pour les articles homonymes, voir Oui.
Pour plus de détails, voir Fiche technique et Distribution.
Oui est un film français réalisé par Alexandre Jardin, sorti en 1996.

## Fiche technique
- Titre français : Oui
- Réalisation : Alexandre Jardin
- Scénario : Alexandre Jardin et Pierre Palmade
- Musique : Nicolas Jorelle
- Production : Jean-Claude Fleury
- Pays d'origine :  France
- Format : couleurs
- Genre : comédie
- Date de sortie : 1996

## Distribution
- Miguel Bosé : Hugo
- Chiara Caselli : Alice
- Pierre Palmade : Octave
- Jean-Marie Bigard : Stéphane
- Catherine Jacob : Nathalie
- Daniel Russo : Polo
- Roland Marchisio : Hervé
- Dany Boon : Wilfried
- Alexandre Jardin
- Claire Keim : Marie
- Sylvie Loeillet : Agathe
- Agnès Soral